# Mark Davis (golfer)
Mark Davis (Brentwood, Essex, 4 juli 1964) is een golfprofessional uit Engeland. Hij speelt sinds 2014 op de Europese Senior Tour.

## Amateur
Mark Davis zat van 1981-1985 in het nationale team. In 1984 won hij de Brabazon Trophy (Engelse strokeplay-kampioenschap). 

### Gewonnen
- 1984: Brabazon Trophy
- 1985: Golf Illustrated Gold Vase

## Professional
Mark Davis werd in 1986 professional en speelde 374 toernooien op de Europese PGA Tour. Acht keer eindigde hij in de top-100 van de Order of Merit zodat zijn speelrecht automatisch werd verlengd. 

Hij won twee keer het Oostenrijks Open. In 1995 raakte hij gewond tijdens een auto-ongeluk op weg naar het Benson & Hedges International Open. Nadat hij hersteld was speelde hij nog acht jaar op de Tour zonder overwinning. In 1999 werd hij aan zijn knie geopereerd, waardoor hij veel toernooien miste. Nadat hij in 2002 zijn speelrecht verloor, speelde hij nog één seizoen op de Europese Challenge Tour. 
In 2014 werd hij vijftig jaar. In zijn eerste seizoen op de Senior Tour won hij het Senior Open in Schotland.

### Gewonnen
Europese Tour
- 1991: Mitsubishi Austrian Open (-19)
- 1994: Hohe Brücke Open (-16)

Senior Tour
- 2014: SSE Scottish Senior Open (-5)